# Heinrich Pahlenberg
Heinrich Pahlenberg (* 7. April 1911 in Köln-Kalk; † 22. Januar 1990 in Siegburg) war ein deutscher Politiker (CDU). Er war von 1958 bis 1970 Mitglied des Landtags von Nordrhein-Westfalen.

## Leben
Heinrich Pahlenberg besuchte nach der Volksschule die Berufsschule und machte eine Lehre als Bau- und Kunstschlosser. Später ließ er sich zum Werkzeugschlosser umschulen. 
Pahlenberg war seit 1925 Mitglied des Christlichen Metallarbeiterverbandes und seit 1927 auch des katholischen Gesellenvereins und der katholischen Arbeiterbewegung (KAB). Er blieb Mitglied bis 1933, dem Jahr der Auflösung dieser Gewerkschaften und Vereine nach der Machtübernahme der Nationalsozialisten.
Im Jahr 1946 trat Pahlenberg in die IG Metall ein, ab 1947 war er Betriebsratsvorsitzender. Er bildete sich über Arbeits-, Sozial- und Rechtskurse an Schulen der IG Metall fort und war danach als Arbeits- und Sozialrichter tätig sowie als Schöffe beim Landgericht Bonn.
Pahlenberg ist 1954 CDU-Mitglied geworden. Im Jahr 1956 wurde er in den Rat der Stadt Siegburg gewählt, dem er bis 1969 angehörte. Bei den Landtagswahlen 1958, 1962 und 1966 wurde Pahlenberg jeweils als Direktkandidat der CDU im Wahlkreis 23 (Siegkreis-Nord) bzw. 25 (Siegkreis II) in den nordrhein-westfälischen Landtag gewählt. Er war Abgeordneter vom 21. Juli 1958 bis zum 25. Juli 1970.